# Мишаков, Миша
Ми́ша Мишако́в (англ. Mischa Mischakoff, настоящее имя Михаил Исаакович Фишберг; 16 апреля 1896, Проскуров, Подольская губерния, ныне Хмельницкий, Украина — 1 февраля 1981, Петоски, штат Мичиган) — американский скрипач российского происхождения.

## Биография
Родился в семье флейтиста Исаака Фишберга и его жены Маси. В десятилетнем возрасте впервые выступил в Липецке. Окончил Санкт-Петербургскую консерваторию (1912) у Сергея Коргуева и в том же году дебютировал в Берлине. После нескольких лет странствий по Европе, охваченной Первой мировой войной, в 1921 году Мишаков эмигрировал в США и в 1927 году получил американское гражданство.
В США Мишаков сделал карьеру концертмейстера крупнейших оркестров. Он был первой скрипкой Нью-Йоркского симфонического оркестра при Вальтере Дамроше (1920—1927), Филадельфийского оркестра при Леопольде Стоковском (1927—1930), Чикагского симфонического оркестра при Фредерике Штоке (1930—1937), Симфонического оркестра NBC при Артуро Тосканини (1937—1952) и Детройтского симфонического оркестра при Поле Паре (1952—1968). Параллельно с работой концертмейстера Мишаков возглавлял собственный струнный квартет, а в 1940—1952 годах преподавал в Джульярдской школе.
Двоюродный брат — клезмерский кларнетист Шлоймке Бекерман (1883—1974), отец кларнетиста Сидни Бекермана (1919—2007).